# Flachstachelnasenbeutler

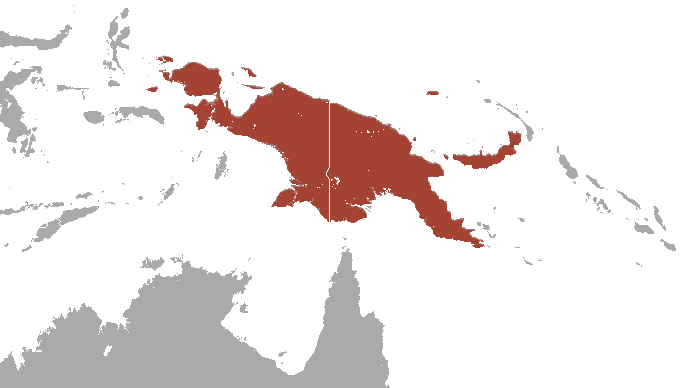
Das Verbreitungsgebiet des Flachstachelnasenbeutlers

Der Flachstachelnasenbeutler (Echymipera kalubu) ist eine Beuteltierart, die mit vier Unterarten in Neuguinea und einigen umliegenden Inseln vorkommt.

## Unterarten und Verbreitung
- Echymipera kalubu kalubu, die Nominatform der Art, kommt im größten Teil von Neuguinea und auf den Inseln Misool, Salawati, Waigeo, auf Yapen, sowie auf Bagabag, Blup Blup, Kadovar, Karkar, Koil und Vokeo vor.
- Echymipera kalubu cockerelli lebt auf verschiedenen Inseln des Bismarck-Archipels (Neubritannien, Manus und einige nahe gelegene Inseln).
- Echymipera kalubu oriomo kommt im Süden von Neuguinea im Einzugsgebiet des Fly River vor.
- Echymipera kalubu philipi lebt auf den Inseln Biak, Supiori und Owi in der Cenderawasih-Bucht.

## Merkmale
Der Flachstachelnasenbeutler erreicht eine Kopfrumpflänge von 22,5 bis 38 cm, hat einen 6,3 bis 9,8 cm langen Schwanz und erreicht ein Gewicht von 0,4 bis 1,8 kg, wobei die Unterarten verschieden groß sind. E. k. oriomo und E. k. philipi sind relativ klein, E. k. kalubu kann bis zu 50 % größer sein als die beiden Unterarten. Außerdem gibt es einen starken Sexualdimorphismus und Männchen können doppelt so schwer werden wie die Weibchen. Das Rückenfell ist rotbraun, mit zwischen den rötlichen Haaren liegenden schwarzen Haaren. Bauch, Kehle und Wangen sind hell. Einige Exemplare zeigen einen dunklen Augenstreifen, bei anderen ist die gesamte Kopfoberseite dunkel. Bei der Nominatform und bei E. k. philipi treten melanistische, völlig dunkle Exemplare auf. Im Unterschied zum Roten Stachelnasenbeutler (Echymipera rufescens) und zum Clara-Stachelnasenbeutler (Echymipera clara) sind die Sohlen der Hinterfüße nicht dunkel.

## Lebensraum und Lebensweise
Flachstachelnasenbeutler leben in allen Lebensräumen von Meeresspiegelhöhe bis in Höhen von etwa 2000 Metern. Dabei bevorzugen sie Sekundärwälder, Gärten und Grasländer. Primärwälder werden vor allem dann besiedelt, wenn sie schon vom Menschen gestört sind. Des Weiteren wurden Flachstachelnasenbeutler in Sümpfen mit Sagopalmen sowie in Bananen- und Kaffeeplantagen gefunden. Die Tiere sind nachtaktiv und verbringen den Tag in Nestern unter Baumwurzeln, in großen Grasbüscheln oder in selbst gegrabenen Erdbauten mit zwei Eingängen, die sich bis zu vier Meter unterhalb des Erdbodens befinden können. Die Tiere beginnen ihre Aktivitätszeit zwischen 18 und 20 Uhr und sind zwischen 20 Uhr und 2 Uhr am meisten aktiv. Ein weiterer Aktivitätszeitraum liegt zwischen 4 und 6 Uhr. Dazwischen kehren die Tiere manchmal zum Nest zurück.
Der Flachstachelnasenbeutler ist ein Allesfresser, Früchte haben aber eine größere Bedeutung in seiner Ernährung als bei anderen Nasenbeutlern. Oft werden Früchte von Schraubenbäumen, Bananen und Feigen gefressen. Zur tierischen Ernährung zählen vor allem Wirbellose, die im oder auf dem Erdboden leben, wie Würmer, Schnecken und in verrottendem Holz lebende Insektenlarven.

## Fortpflanzung
Der Flachstachelnasenbeutler ist sehr fruchtbar und vermehrt sich während des gesamten Jahres. 56 von 85 im Rahmen einer Untersuchung in der Chimbu Province gefangenen Weibchen hatten Jungtiere im Beutel, bei vergleichbaren Untersuchungen waren es 66 bis 71 % der Weibchen. Der Abstand zwischen zwei Geburten liegt bei etwa 120 Tagen. Pro Wurf werden ein bis sechs Jungtiere geboren, in den meisten Fällen sind es drei. Die Weibchen haben sechs Zitzen im Beutel. Sie werden schon kurz nachdem sie ihre Mutter verlassen haben, bei einem Gewicht von 380 g geschlechtsreif. Die Hoden der Männchen haben schon bei einem Gewicht der Tiere von 300 g die Größe der Hoden vollständig ausgewachsener Exemplare.

## Gefährdung
Die IUCN listet den Flachstachelnasenbeutler als ungefährdet (Least Concern). Das Verbreitungsgebiet ist groß, die Tiere sind in einigen Gebieten recht zahlreich und der Flachstachelnasenbeutler ist die häufigste Art der Nasenbeutler in Neuguinea.